# USS Cole (DDG-67)
USS Cole (DDG-67) je americký torpédoborec třídy Arleigh Burke. Je sedmnáctou postavenou jednotkou své třídy. Postaven byl v letech 1994–1996 loděnicí Ingalls Shipbuilding ve městě Pascagoula ve státě Mississippi. Torpédoborec byl objednán v roce 1991, dne 28. února 1993 byla zahájena jeho stavba, hotový trup byl spuštěn na vodu 10. února 1995 a 8. června 1996 byl zařazen do služby.

## Služba

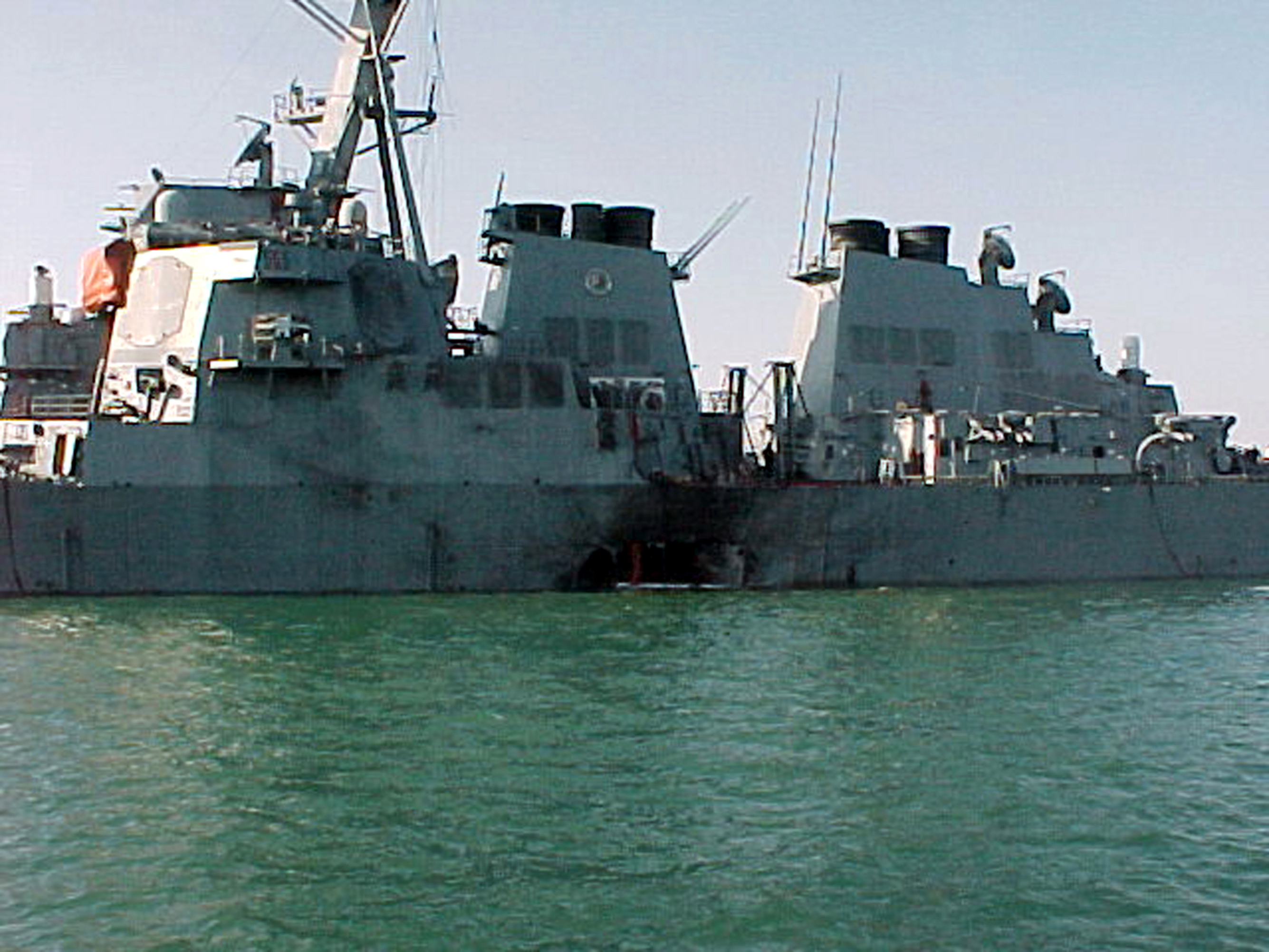
Poškození způsobené teroristickým útokem

Od února do srpna 1998 trvalo první nasazení plavidla v oblasti Středního východu, které proběhlo v rámci bojové skupiny letadlové lodě USS John C. Stennis.
V srpnu 2000 Cole vyplul ke druhému nasazení. Navštívil Španělsko, Francii, Maltu a Slovinsko. Po proplutí Suezským průplavem se dostal do přístavu Aden, kde měl doplnit palivo. Dne 12. října 2000 jej v přístavu napadl sebevražedný člun s výbušninou vyslaný teroristickou organizací Al-Káida. Zabito bylo 17 námořníků a dalších 39 bylo zraněno. Detonace vytvořila velký otvor na levoboku plavidla. Po nejnutnějších opravách Cole 29. října odvlekl oceánský remorkér USNS Cataba na volné moře, kde byl torpédoborec naložen na palubu těžké nákladní lodě MV Blue Marlin, která ho 24. prosince 2000 doručila do domovské loděnice Ingalls. Opravy přitom trvaly do dubna 2002.